# Negrilești, Bistrița-Năsăud
Negrilești (maghiară Négerfalva) este satul de reședință al comunei cu același nume din județul Bistrița-Năsăud, Transilvania, România.

## Așezare
Localitatea Negrilești este situată într-o zonă deluroasă, fiind traversată de două mici pâraie (Lunca Mică și Lunca Mare). Lunca Mică vine din județul Cluj și traversează localitatea, după care se varsă în Lunca Mare. Lunca Mare vine din Vârful Breaza, iar impreună cu Lunca Mică se varsă în râul Someșul Mare, în localitatea Reteag, comuna Petru Rareș.

## Imagini

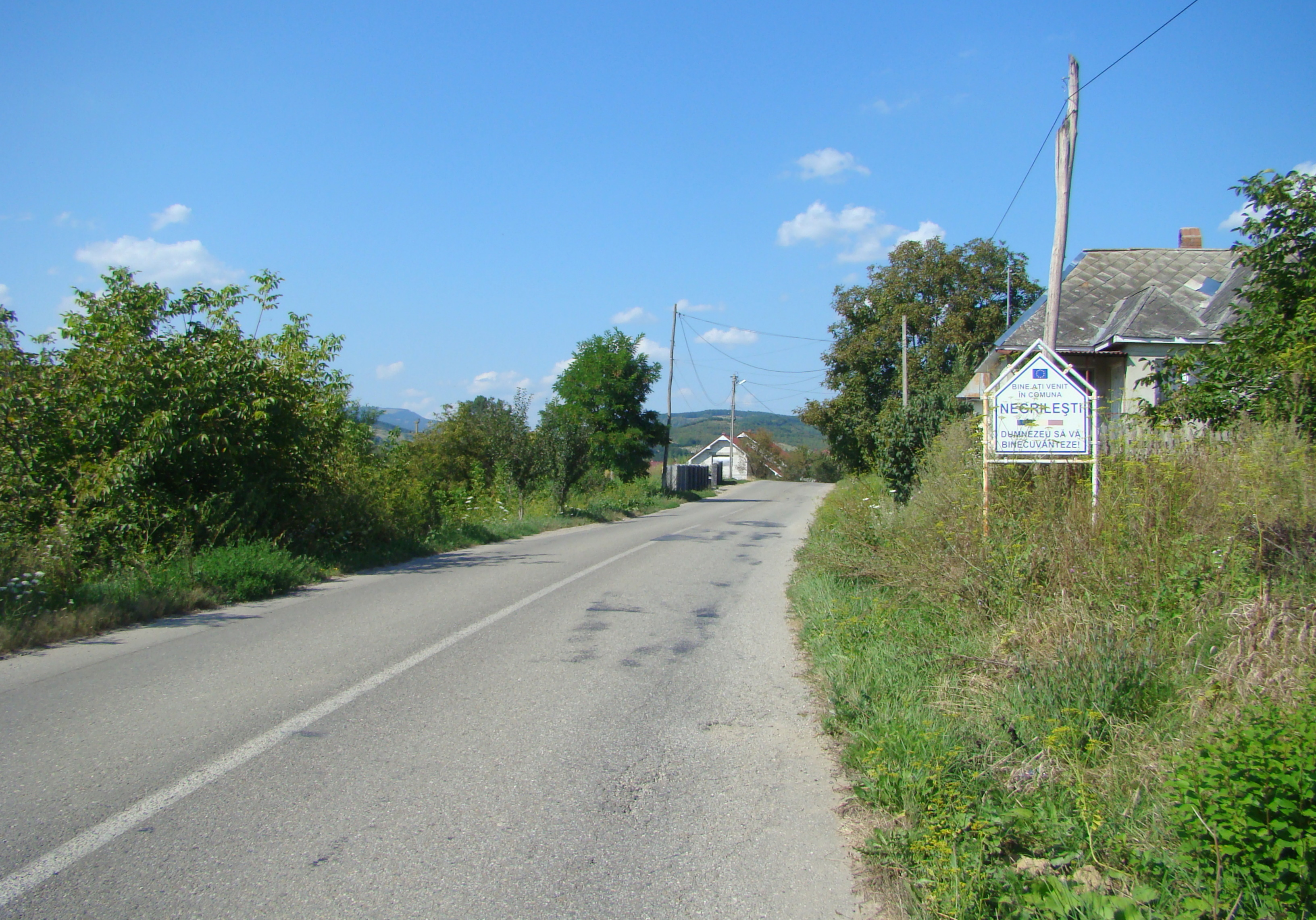
Intrarea în localitate
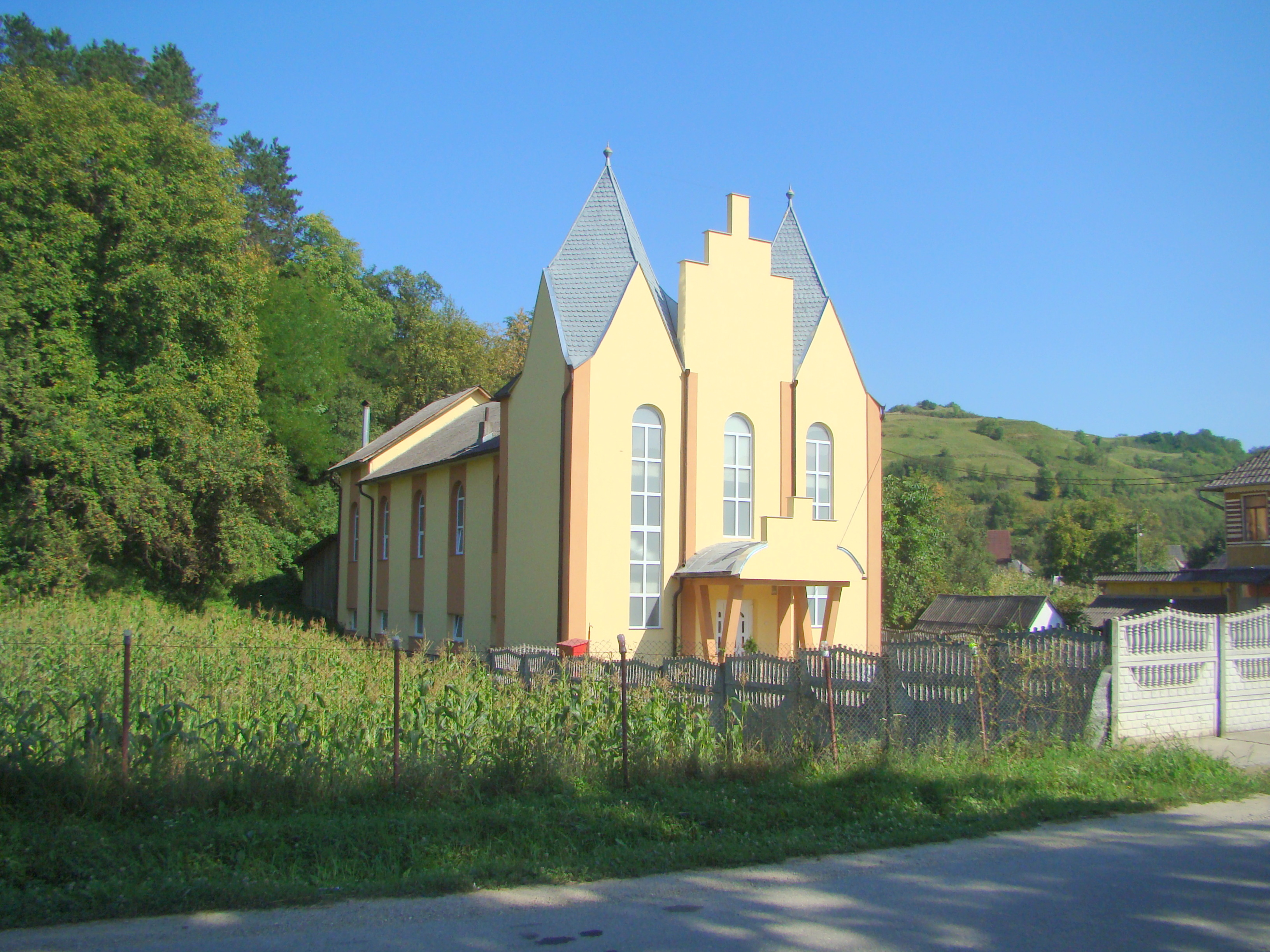
Biserica penticostală
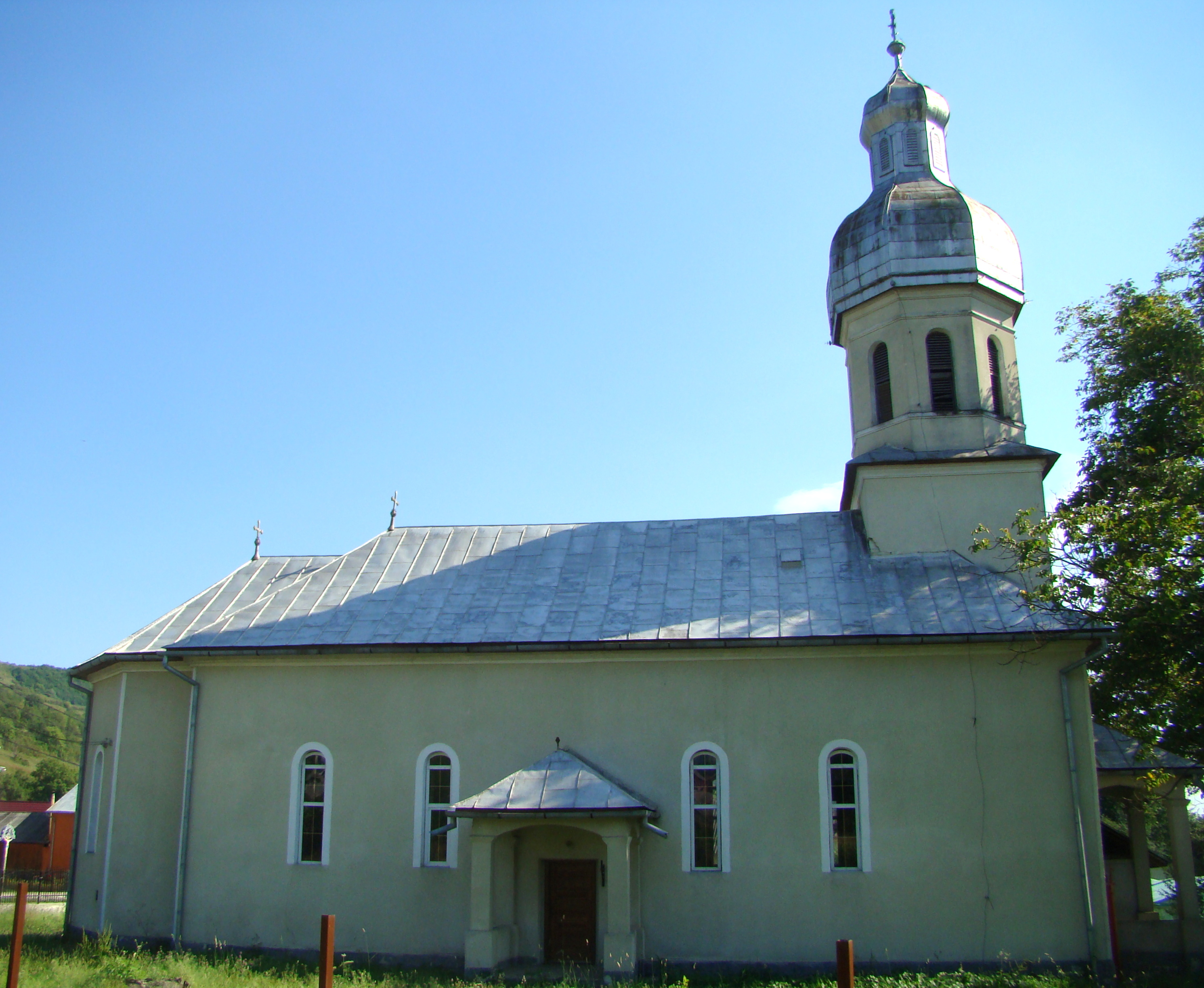
Biserica ortodoxă „Sfântul Mare Mucenic Dimitrie” (1937)
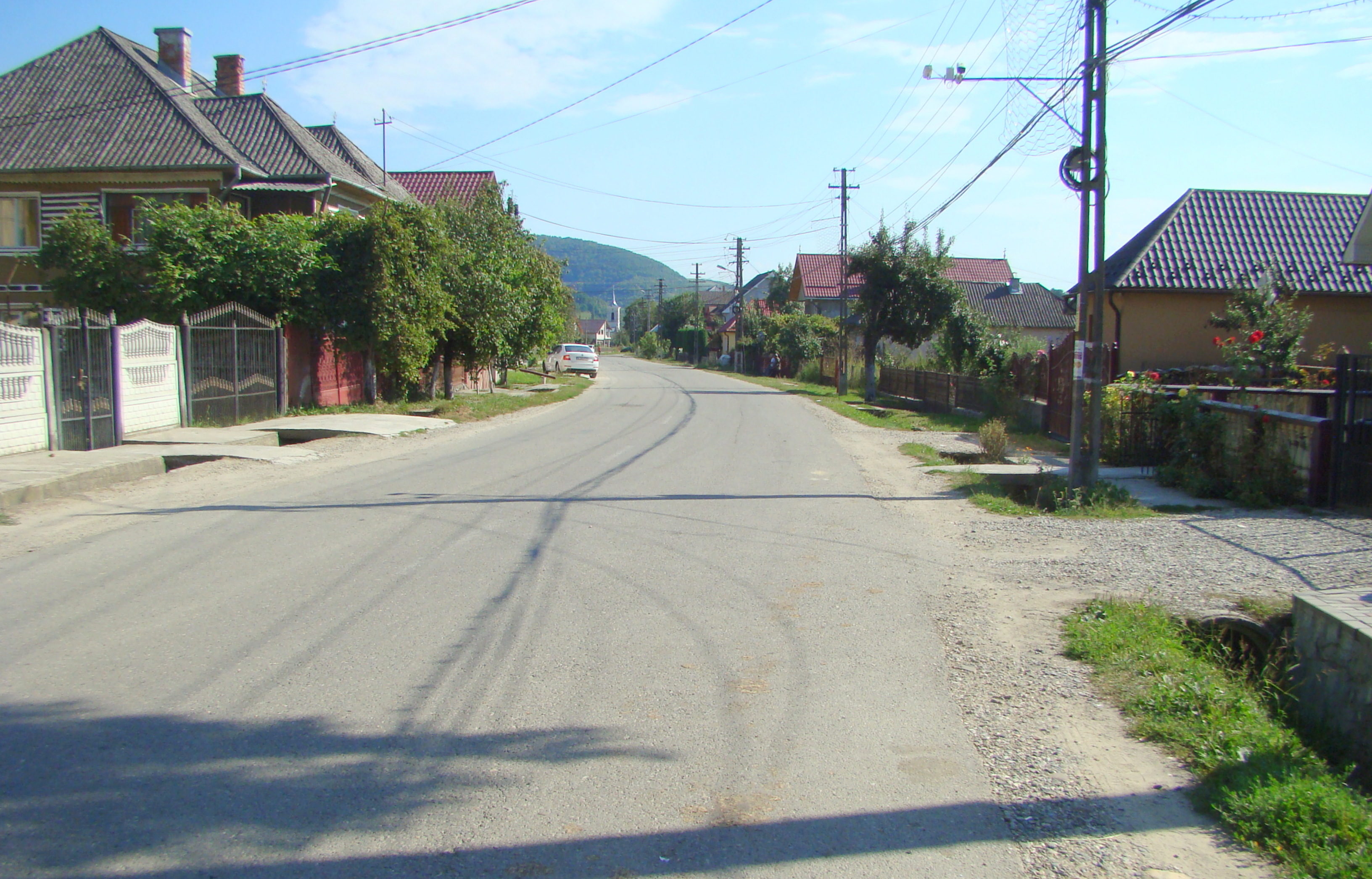
Strada principală